# Ligue antimilitariste
La Ligue antimilitariste, fondée en décembre 1902 par Gaston Dubois-Desaulle, est une association française anarchiste, héritière de mouvements antimilitaristes antérieurs tels que la Ligue des antipatriotes. Outre Dubois-Desaule, elle compte parmi ses fondateurs H. Beylie, Paraf-Javal, A. Libertad, Ernest Girault, Émile Janvion, E. Armand et le secrétaire de la Fédération des Bourses du travail Georges Yvetot, et prône la suppression des armées.

## Historique
La ligue participe au Congrès antimilitariste d'Amsterdam (juin 1904), dont l'organisation a été promue par l'anarchiste hollandais Domela Nieuwenhuis. En désaccord avec les orientations du Congrès, Libertad et Paraf-Javal quittent la ligue au lendemain de celui-ci, prônant comme seule méthode de lutte la désertion.
Après Amsterdam, la Ligue deviendra la section française de l'Association internationale antimilitariste (AIA), avec comme secrétaires Yvetot et Miguel Almereyda.